# March (district)
March is een district van het kanton Schwyz. Het bestaat uit 9 politieke gemeentes:
| Wapenschild | Gemeentenaam | Inwoners (dec 2006) | Oppervlakte (km2) | Gemeente nummer |
| ----------- | ------------ | ------------------- | ----------------- | --------------- |
| Altendorf   | Altendorf    | 5628                | 23,5              | 1341            |
| Galgenen    | Galgenen     | 4284                | 13,2              | 1342            |
| Innerthal   | Innerthal    | 180                 | 50,2              | 1343            |
| Lachen      | Lachen       | 6862                | 5,2               | 1344            |
| Reichenburg | Reichenburg  | 2835                | 11,6              | 1345            |
| Schübelbach | Schübelbach  | 7608                | 29,0              | 1346            |
| Tuggen      | Tuggen       | 2719                | 15,3              | 1347            |
| Vorderthal  | Vorderthal   | 1015                | 28,1              | 1348            |
| Wangen SZ   | Wangen       | 4559                | 15,3              | 1349            |
|             | Totaal (9)   | 35.690              | 191,4             | 0505            |

Einsiedeln · Gersau · Höfe · Küssnacht · March · Schwyz